# Popasna
Popasna (ukr. Попасна, ros. Попасная) – miasto na Ukrainie w obwodzie ługańskim.
W mieście znajduje się węzeł kolejowy.

## Historia
Miejscowość Popasna została założona jako stacja kolejowa w guberni jekaterynosławskiej. W 1917 r. zaczęła działać fabryka szkła. Status miasta uzyskała w 1938 roku.
W 1974 r. liczyła 30,3 tys. mieszkańców. Gazetę zaczęto wydawać w 1979 roku. W 1989 liczyła 30 257 mieszkańców. W 2013 liczyła 21 917 mieszkańców.

### Wojna rosyjsko-ukraińska
Rosjanie rozpoczęli ostrzał miasta wkrótce po zbrojnej agresji w lutym 2022 roku. W drugiej połowie kwietnia 2022 r. udało się im się zdobyć blisko połowę miasta, doszło do zaciętych walk ulicznych i ostrzału artyleryjskiego. Według szefa ługańskiej obwodowej administracji wojskowej Serhija Hajdaja „w Popasnej nie ma żadnych ocalałych domów”. Opiekę medyczną w mieście sprawowali wówczas wyłącznie medycy wojskowi. W związku z częściowym zajęciem miasta, mieszkańcy zmuszeni byli chować zmarłych na podwórkach budynków mieszkalnych. W niektórych rejonach ciała leżały na ulicach. Według władz miejskich w walkach zginęło co najmniej 100 mieszkańców.
Z zajętej części miasta Rosjanie siłą deportowali ludność na okupowane terytoria. Ewakuacja ludności cywilnej do nieokupowanej części Ukrainy była mocno utrudniona przez nieustanny ostrzał.
8 maja 2022 r. wojska ukraińskie wycofały się, a miasto znalazło się pod okupacją rosyjską.

## Gospodarka
Gospodarka miasta koncentruje się głównie na transporcie kolejowym i przemyśle węglowym.
Przed wojną rosyjsko-ukraińską w mieście funkcjonowały: Popasniański Zakład Naprawy Samochodów, zajezdnia lokomotyw i samochodów, fabryka okuć, fabryka szkła, piekarnia i fabryka odzieży.